# Stadnicki (herb szlachecki)

Herb według dyplomu z 14 I 1783

Herb według dyplomu z 2 V 1783

Herb według dyplomu z 15 V 1783

Herb według dyplomu z 26 III 1784

Stadnicki (herb szlachecki) – poniższy artykuł dotyczy różnych arystokratycznych wariantów herbu Drużyna używanych przez różnych przedstawicieli rodziny Stadnickich.

## Opisy
Opisy herbów zgodnie z klasycznymi regułami blazonowania:
Herb z nadania 14 stycznia 1783: Tarcza czterodzielna w krzyż z polem sercowym. W polu I topór srebrny z rękojeścią złotą (Topór); pole II dzielone w pas czerwono-złote, od góry rogacina srebrna, przechodząca od dołu w ogon orła czarny (Niesobia); w polu III, czerwonym koń kroczący srebrny z popręgiem czarnym (Starykoń); w polu IV, srebrnym trzy trąby czarne w gwiazdę ustnikami do środka, o okuciach i sznurach złotych (Trąby); w polu sercowym, czerwonym, krzywaśń srebrna. Na tarczy korona hrabiowska, zaś nad nią trzy hełmy z klejnotami: I między dwiema trąbami czerwonymi wylotami ku górze, każda z pięcioma dzwoneczkami złotymi, lew siedzący na wprost, srebrny; II topór jak tarczy, wbity; III cztery pióra strusie:  złote, czerwone, srebrne, czarne. Labry: I czerwone z prawej podbite srebrem, z lewej złotem; II czerwone podbite srebrem; III czerwone podbite złotem. Tarczę podtrzymują dwa lamparty.
Powyższy opis dotyczy herbu z oryginalnego nadania w 1783 roku. Juliusz Karol Ostrowski przytoczył dwie nieco inne wersje tego herbu, różniące się szczegółami oraz wzbogacone o oznaki funkcji pełnionych przez obdarowanych w Galicji. 
Jako Stadnicki II Ostrowski podaje herb jak powyższy, ale w otoku szachowanym błękitno-srebrnym (barwy herbowe Galicji) i krzywaśnią z krzyżykiem w polu sercowym. Podaje także aż pięć hełmów z klejnotami: I lew siedzący na wprost złoty, II topór wbity, III trzy pióra strusie, IV topór wbity, V brak klejnotu. Labry I, II i III czerwone srebrem, IV i V błękitne srebrem.
Jako Stadnicki Hrabia III Ostrowski przytacza herb z dołączoną głowicą błękitną z trąbką złotą - oznaka godności oberlandjegra Galicji oraz z krzywaśnią z krzyżykiem w polu sercowym. Tarczę miałyby podtrzymywać tygrysy.
Herb z nadania 2 maja 1783, według Ostrowskiego Stadnicki Hrabia czyli Drużyna lub Szreniawa odmienny: Jak herb z 14 stycznia 1783, ale w polu I znajduje się krzywaśń z krzyżykiem złotym, klejnot II to dwie trąby czerwone wylotami ku górze, ponadto nie ma trzymaczy.
Herb z nadania 15 maja 1783, według Ostrowskiego Stadnicki Hrabia IV: Jak poprzednie, ale w polu I znajduje się gryf złoty wspięty, w lewo, klejnot II to gryf jak w tarczy trzymający trąbę czerwoną, wylotem do góry, brak trzymaczy. Według Ostrowskiego Gryf jest srebrny, nie złoty.
Herb z nadania 26 marca 1784: Jest to zwykła Drużyna z oznakami godności hrabiego, bez klejnotu.

## Najwcześniejsze wzmianki
Pierwszy z wymienionych herbów i tytułów (graf von, hoch- und wohlgeboren) otrzymali Antoni i Feliks Stadniccy 14 stycznia 1783. Podstawą nadania był patent z 1775, posiadane dygnitarstwa w Polsce oraz wierność i przywiązanie do domu cesarskiego. Tytuł hrabiego (graf von) z identycznym herbem otrzymał też Piotr Stadnicki 12 grudnia 1788. Piotr wykazał się zasługami dla domu cesarskiego oraz pokrewieństwem z wcześniej obdarowanymi Antonim i Feliksem.
Kolejne nadanie otrzymał Franciszek Stadnicki 2 maja 1783. Podstawą nadania był patent z 1775, wywód szlachectwa, domicyl, przywiązanie do domu cesarskiego, pełniony urząd starosty, oraz posiadanie Orderu Św. Stanisława.
Następne nadanie dotyczyło Józefa Stadnickiego (15 maja 1783) i Jana Stadnickiego (11 czerwca 1784). Podstawą nadania był patent z 1775, domicyl oraz wywód szlachecki.
Następne nadanie otrzymał Michał Stadnicki 26 marca 1784. Podstawą nadania był wywód szlachectwa oraz stwierdzenie, że "w Polsce tytuł ten był zawsze rodzinie przyznawany". Tożsamy herb i tytuł przyznano 14 września 1836 Józefowi Stadnickiemu.

## Herbowni
graf von Stadniki-Stadnicki (14 stycznia 1783 i 12 grudnia 1788), graf von Stadniki in Rożnów-Stadnicki (2 maja 1783), graf Stadnicki von Żmigród in Żabno (26 marca 1784), graf von Żmigród Stadnicki (14 września 1836).